# Belgijska vaterpolska reprezentacija
Belgijska vaterpolska reprezentacija predstavlja državu Belgiju u športu vaterpolu.
Krovna organizacija: Fédération Royale Belge de Natation

## Uspjesi
(stanje u rujnu 2006.)
Belgijska vaterpolska reprezentacija je nakon 1947. godine prestala biti čimbenikom u europskom i svjetskom vaterpolu.
Srebrno je odličje osvojila postava Swimming and Water Polo Club-a iz Bruselja na OI 1900. u Parizu. Na olimpijskom turniru sudjelovali su, ali nisu osvojili odličje nekoliko puta.
- 1928.: četvrtzavršnica
- 1948.: 4. mjesto
- 1952.: 6. mjesto
- 1960.: 13. – 16. mjesto
- 1964.: 7. mjesto